# Kona International Airport
Kona International Airport (Keahole Airport) (IATA: KOA, ICAO: PHKO) er en amerikansk lufthavn beliggende ved kysten ca. 10 km nord for Kailua Kona, i den amerikanske stat Hawaii på den store ø (the Big Island).
19°44′20″N 156°02′44″V / 19.73889°N 156.04556°V
Anno 2005 bestod lufthavnens terminal, kontor- og passagerfaciliteter af åbne et-plans bygninger uden vægge.
Der findes kun en landingsbane på 3.500 meter, som er bygget på et lag lava fra et vulkanudbrud i 1801 hvilket udvidede kystlinjen med knap to km.